# Ponta Guebu
A Ponta Guebu é uma formação geológica costeira de São Tomé e Príncipe, localizado na ilha de São Tomé, a Sul da província de Caué. Este acidente geológico localiza-se entre a Ponta Barro Bóbó e a Ponta Baleia.